# Obwód łomżyński
Obwód łomżyński – istniejąca w l. 1816-1842 jednostka administracyjna województwa augustowskiego (od 1837 guberni augustowskiej) w Królestwie Kongresowym ze stolicą w Łomży.
Na mocy postanowienia namiestnika z 16 stycznia 1816 Królestwo Polskie podzielono na 8 województw. Dotychczasowy departament łomżyński przemianowano na województwo augustowskie ze stolicą w Suwałkach. Składało się ono z 5 obwodów, które z kolei dzieliły się na powiaty. Administracja województwem należała do zadań Komisji Wojewódzkiej, której postanowienia wykonywali Komisarze Obwodowi, odpowiedzialni za zakwaterowanie wojsk, ścisły kontakt z komendantami sił zbrojnych, rozpatrywanie skarg ludności, łączność z urzędami, policją itp. Urząd Komisarza Delegowanego zatrudniał 2 asesorów, sekretarza oraz urzędników kancelarii. Zalecenia Komisji Wojewódzkich rozpatrywano w obwodzie przez Komisarza Obwodowego drogą kurendy.
Obwód łomżyński był najludniejszym obwodem w województwie augustowskim (w 1812 r. – 92 680 osób, w 1824 – 110 636), a pod względem wielkości zajmowanego obszaru oraz zagęszczenia mieszkańców był na drugim miejscu.
W 1842 r. obwód łomżyński, w skład którego wchodziły powiaty łomżyński i tykociński, przekształcono w powiat łomżyński, natomiast powiat tykociński zlikwidowano.

## Podział obwodu
Obwód dzielił się na 2 powiaty:
- powiat łomżyński
- powiat tykociński[4].

Obwód łomżyński skartowano na mapie z 1826.